# Paridris parvoculatus
Paridris parvoculatus är en stekelart som beskrevs av Galloway 1984. Paridris parvoculatus ingår i släktet Paridris och familjen Scelionidae. Inga underarter finns listade i Catalogue of Life.